# Starod
Starod este o localitate din comuna Ilirska Bistrica, Slovenia, cu o populație de 49 de locuitori.